# Stazione di Flores
La stazione di Flores (Estación Flores in spagnolo) è una stazione ferroviaria della linea Sarmiento situata nell'omonimo barrio della capitale argentina Buenos Aires.

## Storia
La stazione di Flores fu inaugurata il 29 agosto 1857 e fu aperta al traffico il giorno seguente. Era una delle fermate della prima ferrovia costruita nell'attuale Argentina: il Ferrocarril Oeste de Buenos Aires.
Nel 1864 il fabbricato viaggiatori, costruito con materiali di fortuna, fu ricostruito. Questa seconda struttura venne poi a sua volta smanetellata e rifatta nelle forme attuali nel 1885.
Il 13 settembre 2011 un autobus della linea 92 intento ad attraversare la linea Sarmiento nel passaggio a livello presso la stazione di Flores, fu investito da un convoglio ferroviario che deragliò andandosi a schiantare contro un altro treno, proveniente dalla direzione opposta. L'incidente causò 11 morti e 228 feriti.